# Mine de Maron Val-de-Fer
La Mine du Val-de-Fer ou Mine Maron Val-de-Fer est une exploitation minière de fer dont les entrées sont situées à Neuves-Maisons, ainsi que Chaligny et Maron, en limite de la forêt de Haye, dans le département de Meurthe-et-Moselle, en Lorraine. La mine a été exploitée de 1874 jusqu'à 1968. La longueur des galeries avoisine en tout les 400 kilomètres.
Un accumulateur à minerai Zublin, bâtiment inscrit comme monument historique, construit au début des années 1930, est en cours de réhabilitation, aujourd'hui visible sur le carreau de la mine. Les galeries de la mine accueillent le musée de la Mine de Neuves-Maisons.

## Des premières galeries à la Seconde Guerre mondiale

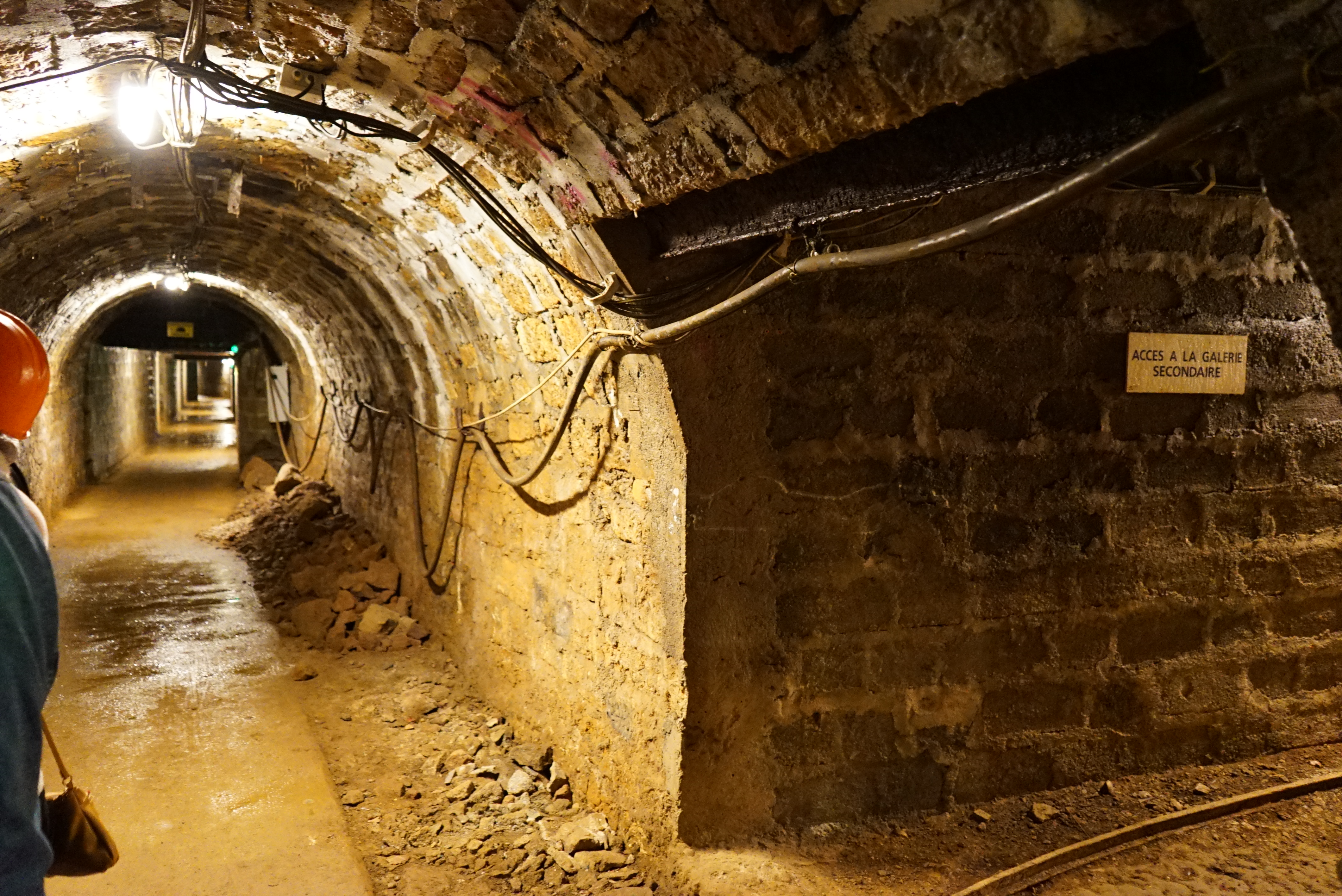
Partie de la mine ouverte en 1874, elle est maçonnée pour une plus grande sécurité.

En 1869 Victor De Lespinats ingénieur de l'École nationale supérieure des mines de Paris, fait ses premières recherches sur les gisements lorrains de minerai de fer mais il est contraint de stopper à cause de la Guerre de 1870 (révolution industrielle). La Société Métallurgique de la Haute-Moselle exploitant la Mine du Val de Fer est créée en 1872 par De Lespinats et dix-sept autres administrateurs. Les premières extractions de la minette commencent en 1874, et en même temps se construit l'usine de Neuves-Maisons qui allume son premier haut fourneau la même année. En 1886, un chemin de fer (« Le Coucou »), relie la mine à l'usine sidérurgique, elle aussi située à Neuves-Maisons, mais plus bas, près de la Moselle. En 1900 (20 mars), les quatre concessions, Val-de-fer, Val-Fleurion, Maron-nord et Fond de Monvaux sont réunies par décret. En cette mine eurent lieu des mouvements ouvriers et sociaux : le 14 octobre 1890, création d'un syndicat de mineurs, le 24 juin 1894 naissance d'une société de secours mutuel des mineurs. En 1916, pour permettre le maintien de l'activité pendant la guerre, des femmes et des invalides sont embauchés pour effectuer du travail de surface (culbutage des wagons, casse et charge de la castine, travail à l'atelier, réparation des voies de roulages, etc.).
En août 1914, lors des opérations destinées à stopper les offensives allemandes vers Nancy, le général de Castelnau installe le quartier général de la 2e armée à l'infirmerie de la mine.
À savoir : De Lespinats fixe son choix sur Neuves-Maisons car cette commune se situe à l'intersection de deux lignes de transport (voies ferrées et fluviales) importantes à des titres divers au point de vue industriel.

## De la modernisation des années 1950 à la fermeture

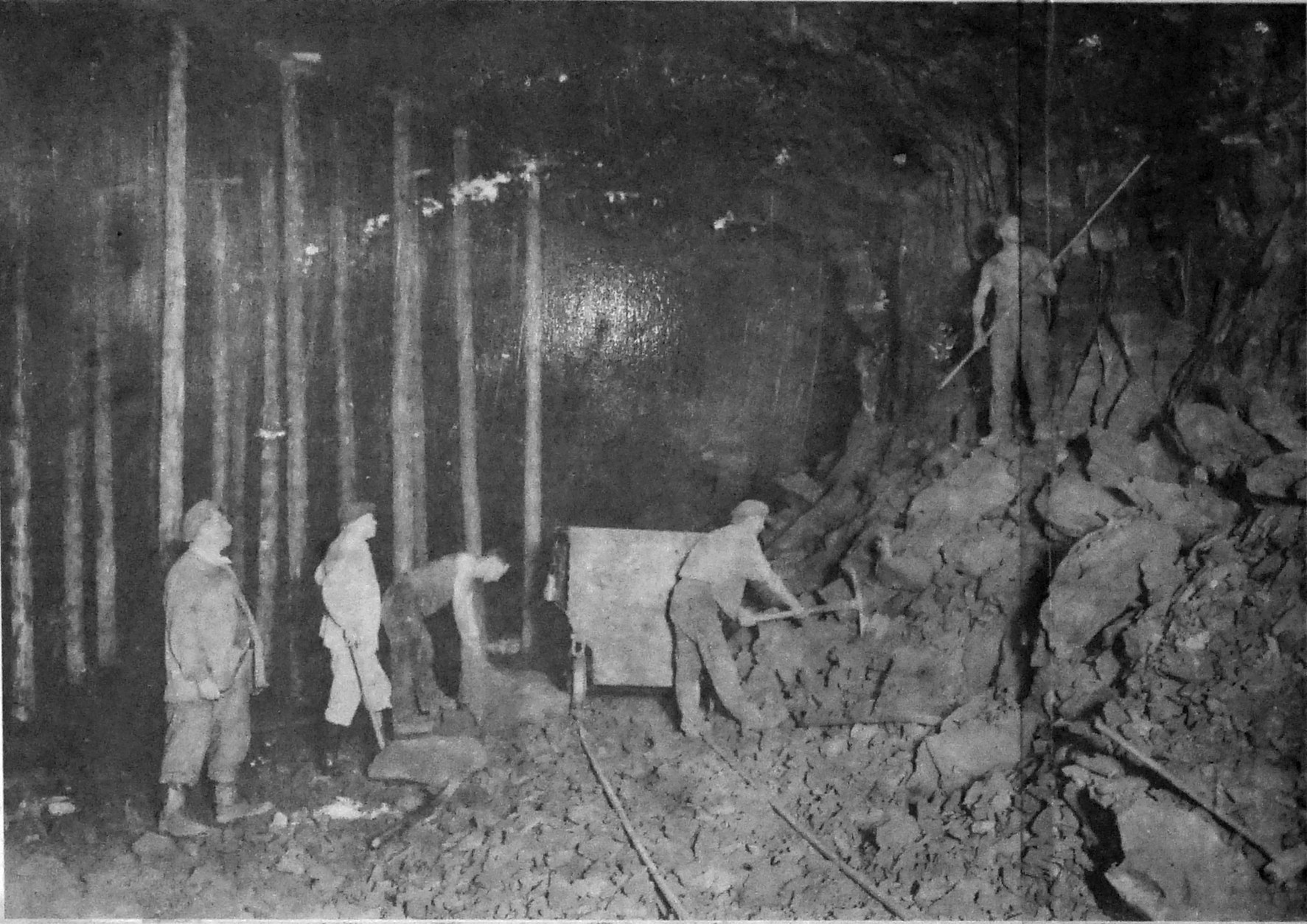
Ouverture de la mine plus haute de voûte.

Après la Seconde Guerre mondiale, la mine connaît un nouvel élan. Les nouveaux wagons ont un tonnage bien plus importants. L'accumulateur lui aussi se modernise. Mais dès le début des années 1960, la production baisse et la direction licencie du personnel à cause de la concurrence internationale. Malgré plusieurs semaines de grèves, la mine ferme ses portes le 31 décembre 1968.

## Le renouveau avec la transformation en musée
Depuis les années 1990, une association d'anciens mineurs, l'AMO (Atelier de Mémoire Ouvrière), restaure une partie des galeries afin de les transformer en musée. Le musée reçoit ainsi plus d'un millier de visiteurs lors des Journées du Patrimoine d'un lieu inscrit au titre des monuments historiques en 1992.
François Boyette (°1948 - †2016), spéléologue néodomien et conseiller technique départemental en secours souterrain auprès du préfet de Meurthe-et-Moselle, a apporté l'aide technique à la mise en sécurité des galeries. Le 1er juillet 2017, à l'occasion de la 3e Fête du fer, la voie qui permet d'accéder au site depuis la rue du Val de Fer a été baptisée officiellement Allée François Boyette par Jean-Paul Vinchelin, maire de Neuves-Maisons. À la suite du décès de Boyette, la Ligue spéléologique lorraine a été sollicitée par la commune via une convention pour effectuer une surveillance du site ; c’est l’Union spéléologique de l'agglomération nancéienne qui assure cette surveillance mensuelle depuis 2018.
Depuis 2009, la commune de Neuves-Maisons propriétaire du site engage de gros travaux de restauration et participe à la création de l'APCI (Agence du patrimoine et de la culture des industries néodomiennes).
Conseil départemental, conseil régional et Europe co-financent les travaux. Une galerie de secours de près de 90 mètres est creusée.
Des accumulateurs à minerai souterrains de la fin du XIXe siècle sont mis au jour. Des entreprises mécènes et des fondations commencent à s'intéresser au projet.

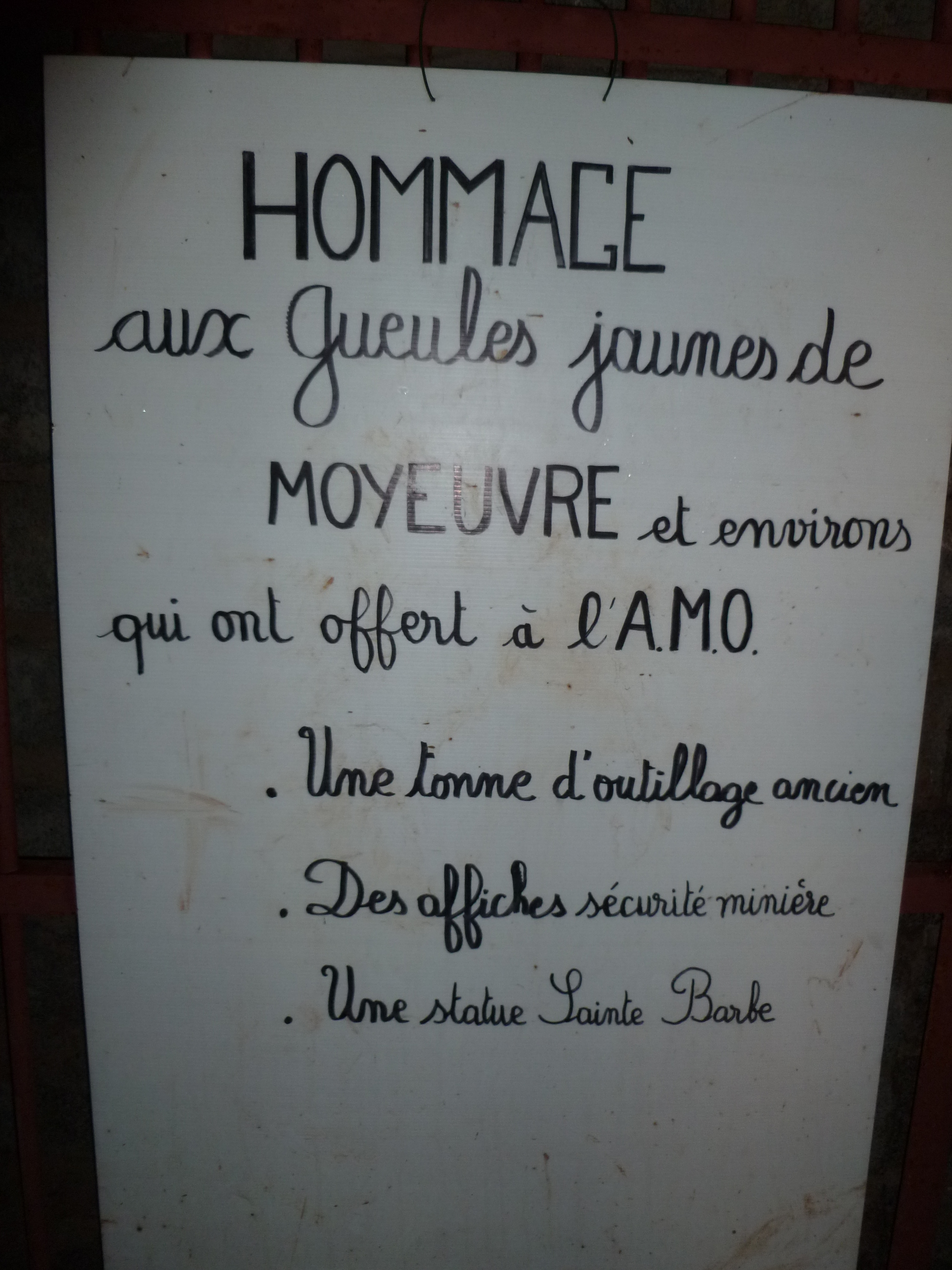
Pancarte de remerciement à destination des mineurs de Moyeuvre.
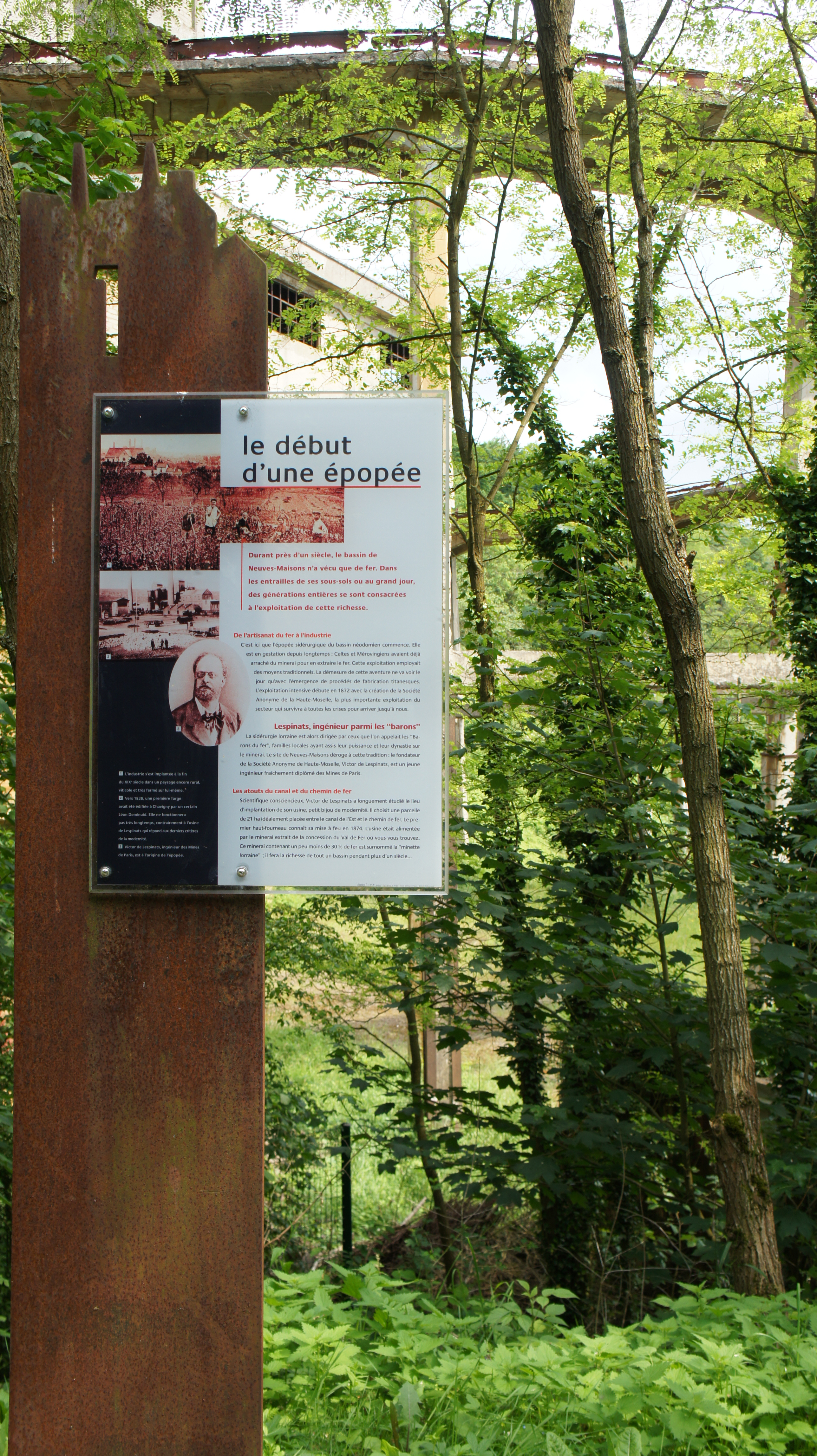
Panneau no 1, Le début d'une épopée.
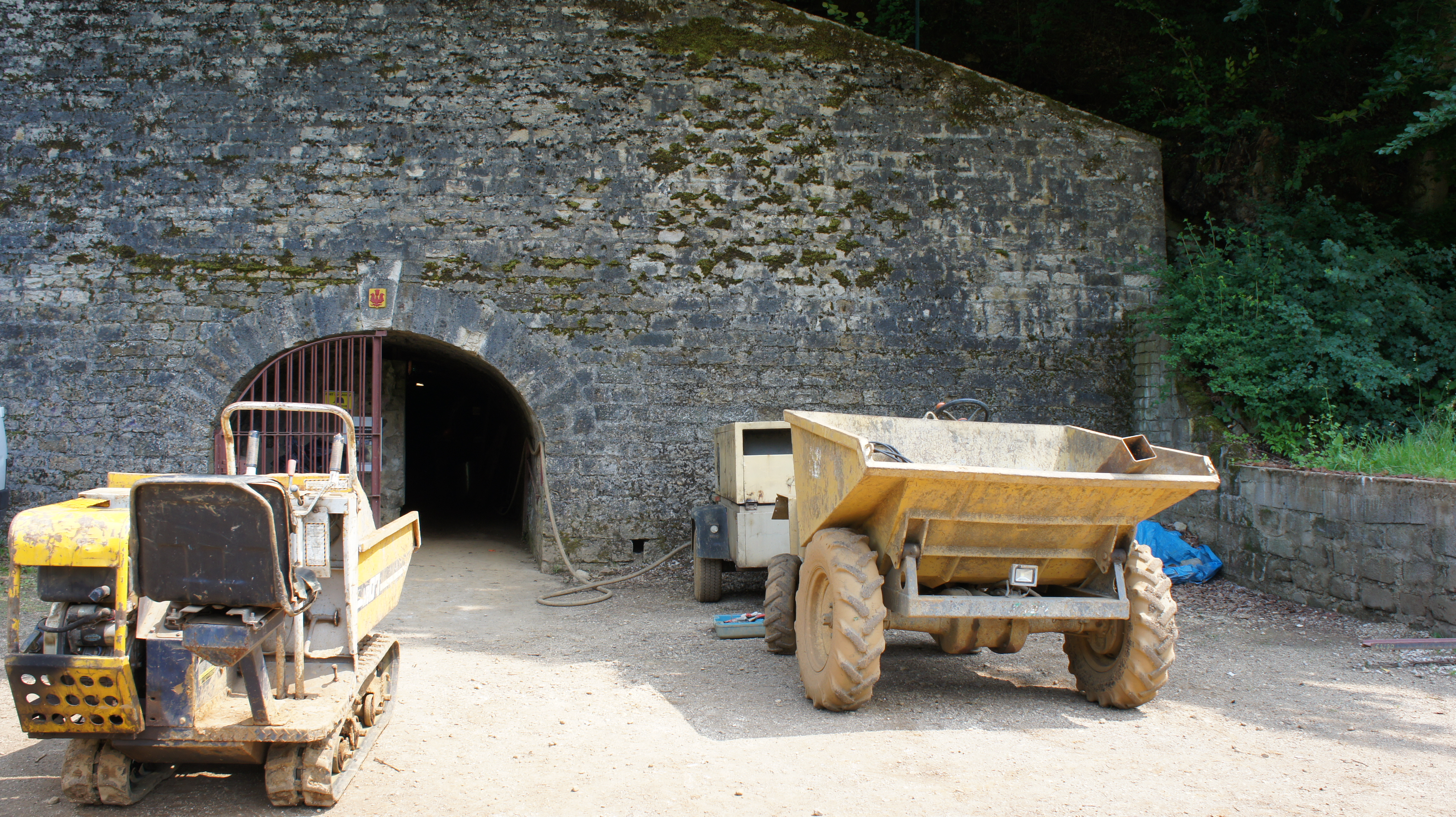
Entrée de la visite de mine.
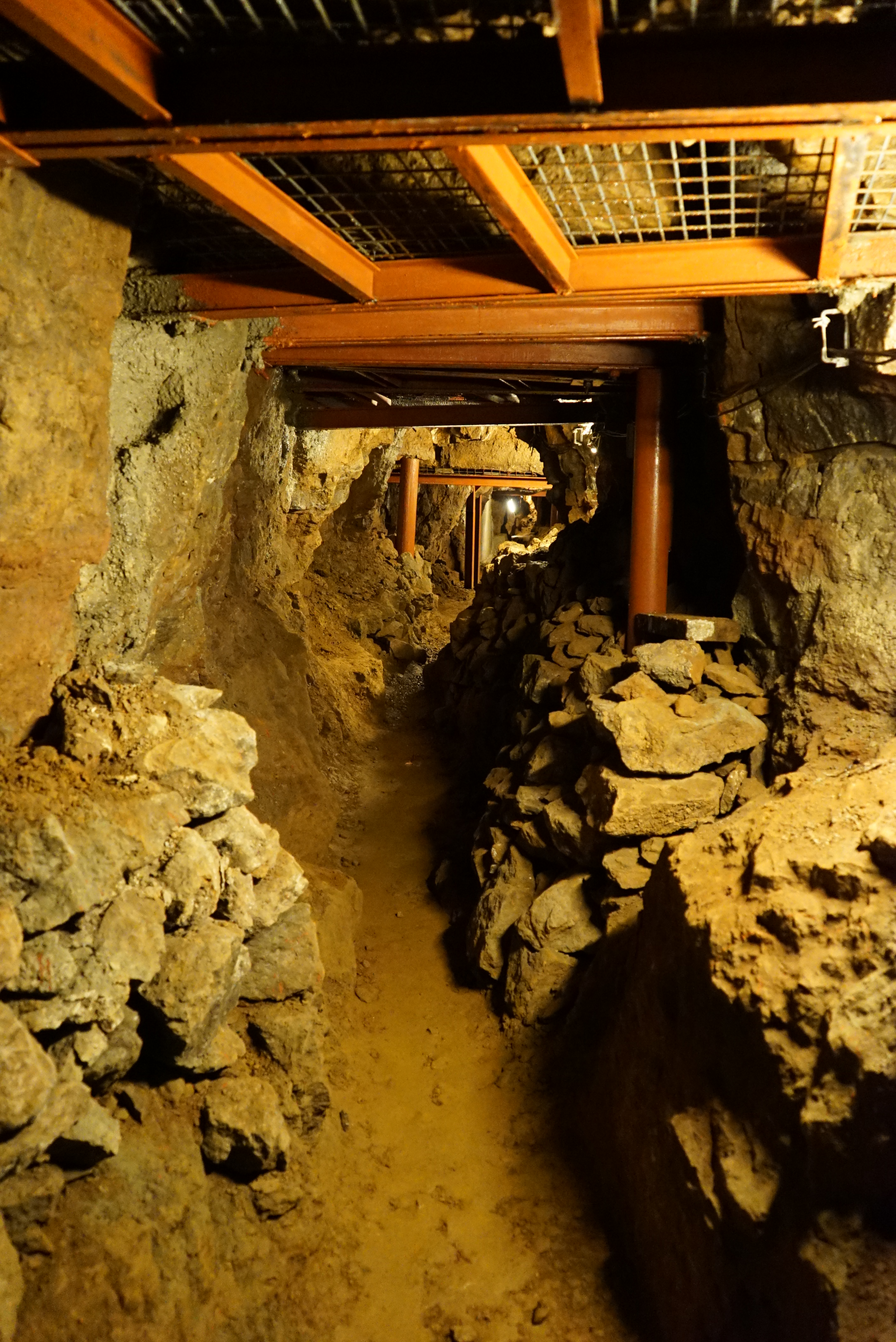
Ajout de poutrelles rouges pour l'accueil du public.
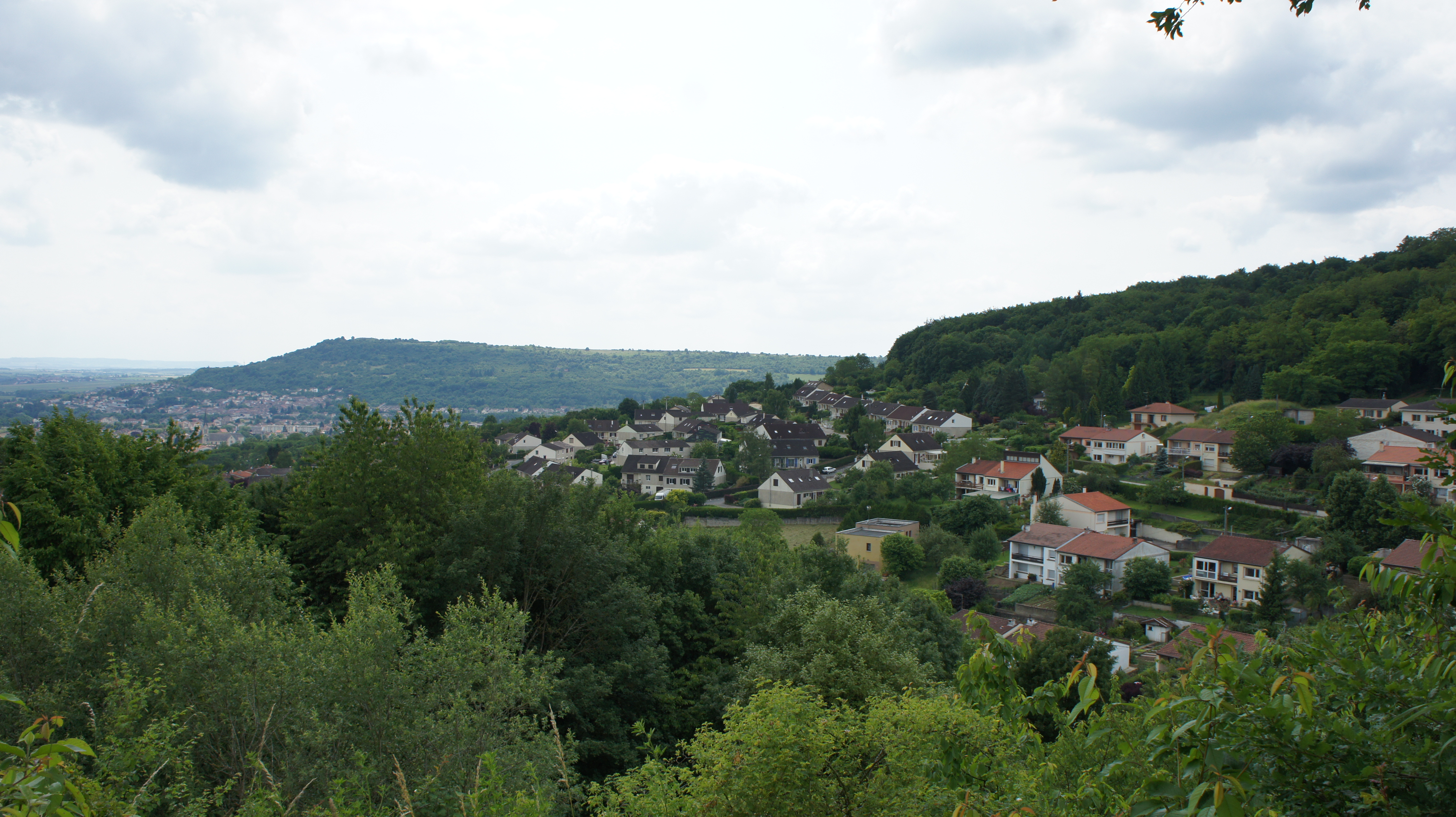
Habitations du Val-de-Fer.
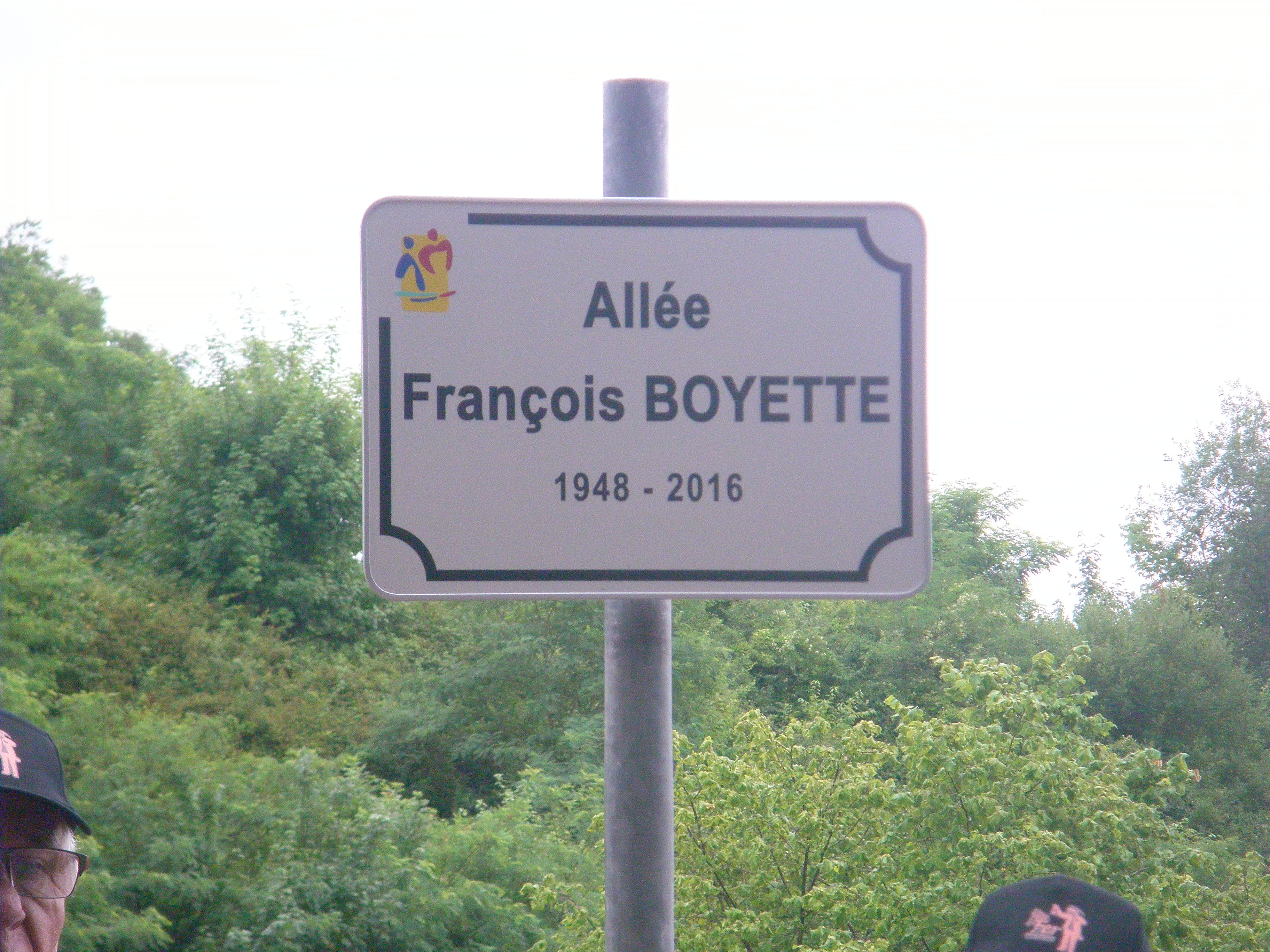
Panneau allée François-Boyette.

## Parcours
La mine s'inscrit dans un parcours éducatif plus vaste, en suivant l'ancien chemin de fer qui mène à l'usine, une série de balises retrace l'histoire et décrit les différents lieux et panoramas.

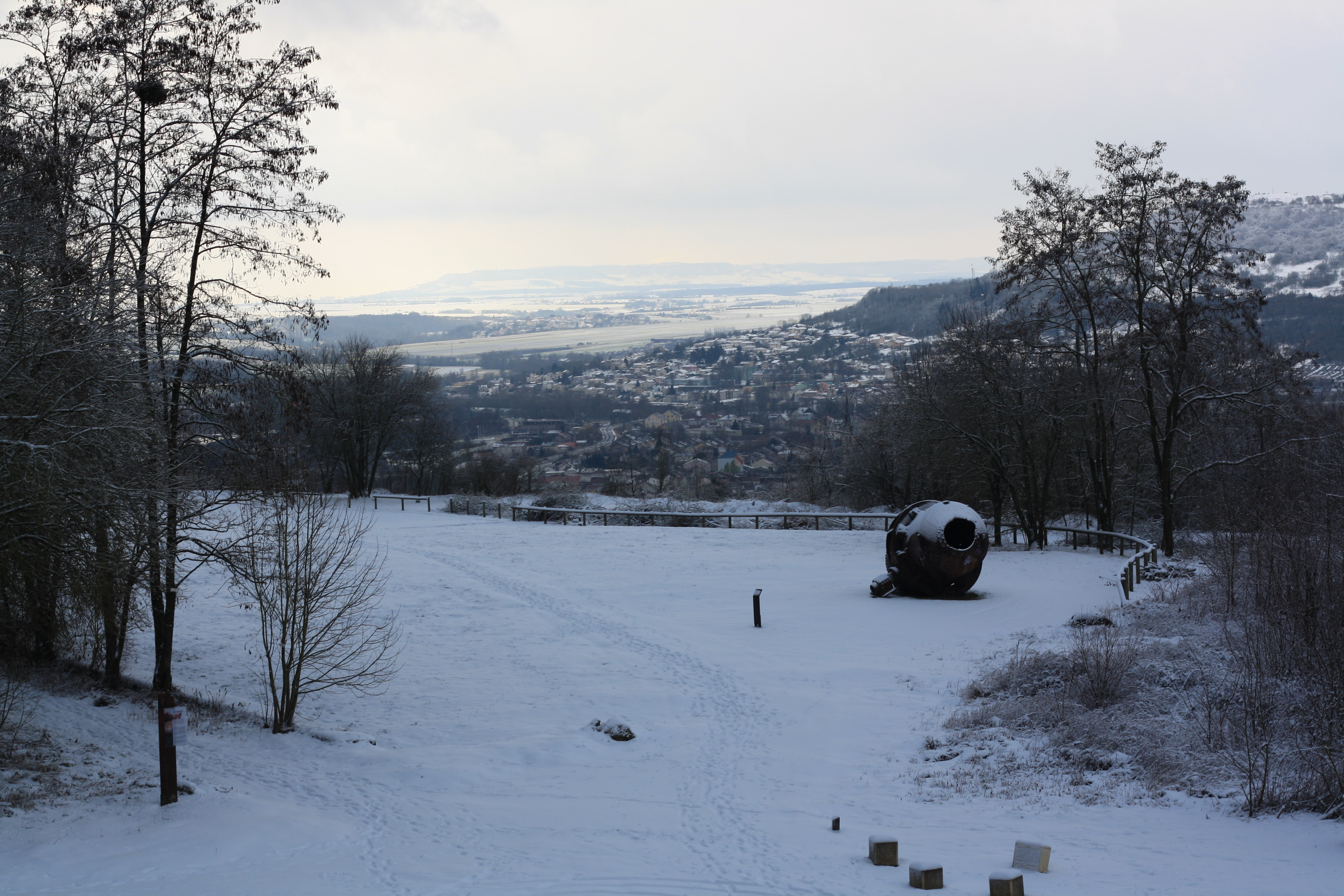
Le carreau de la mine.
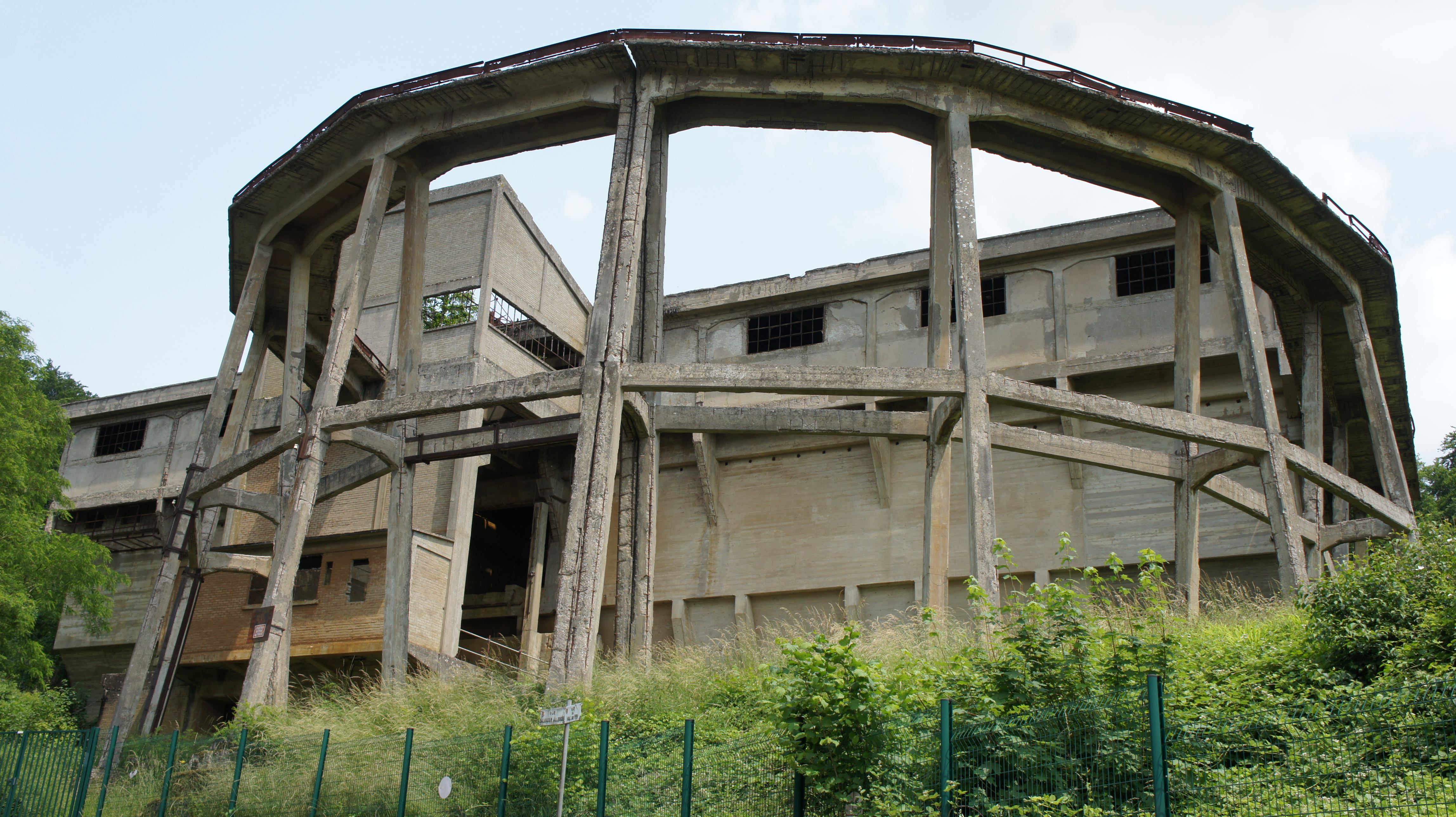
Accumulateur à minerai[5].
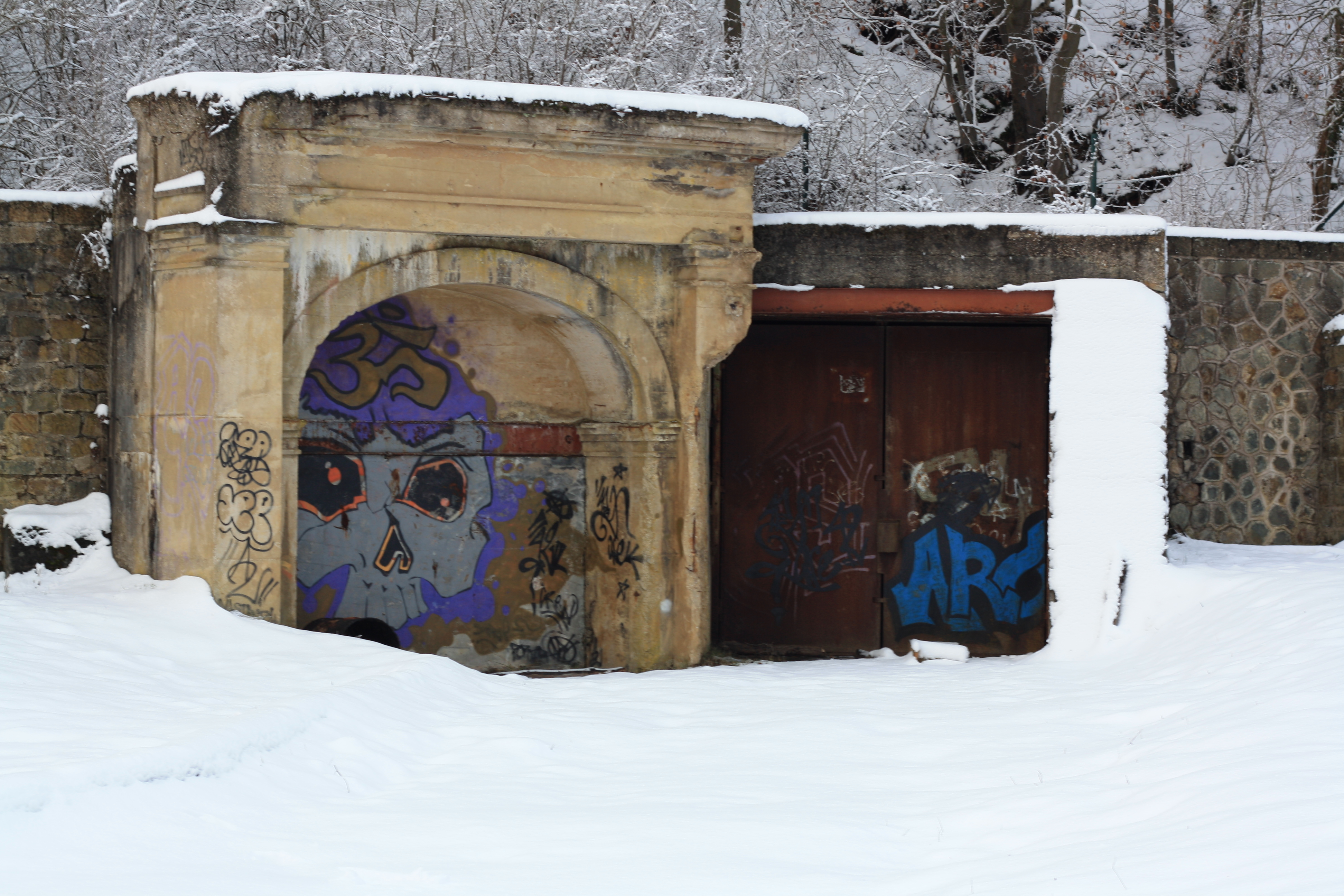
Une des entrées de la mine.
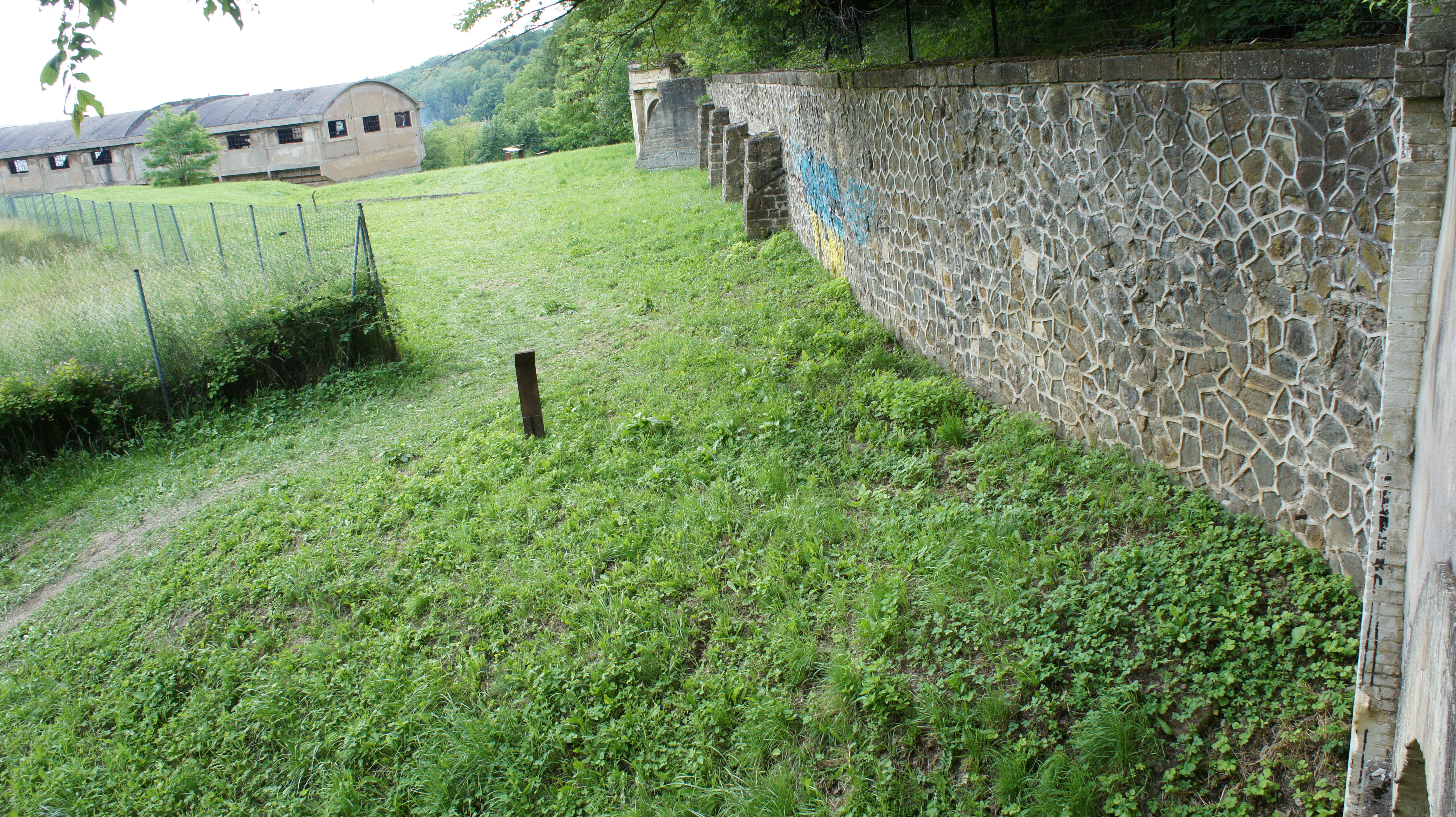
Entrée et accumulateur.
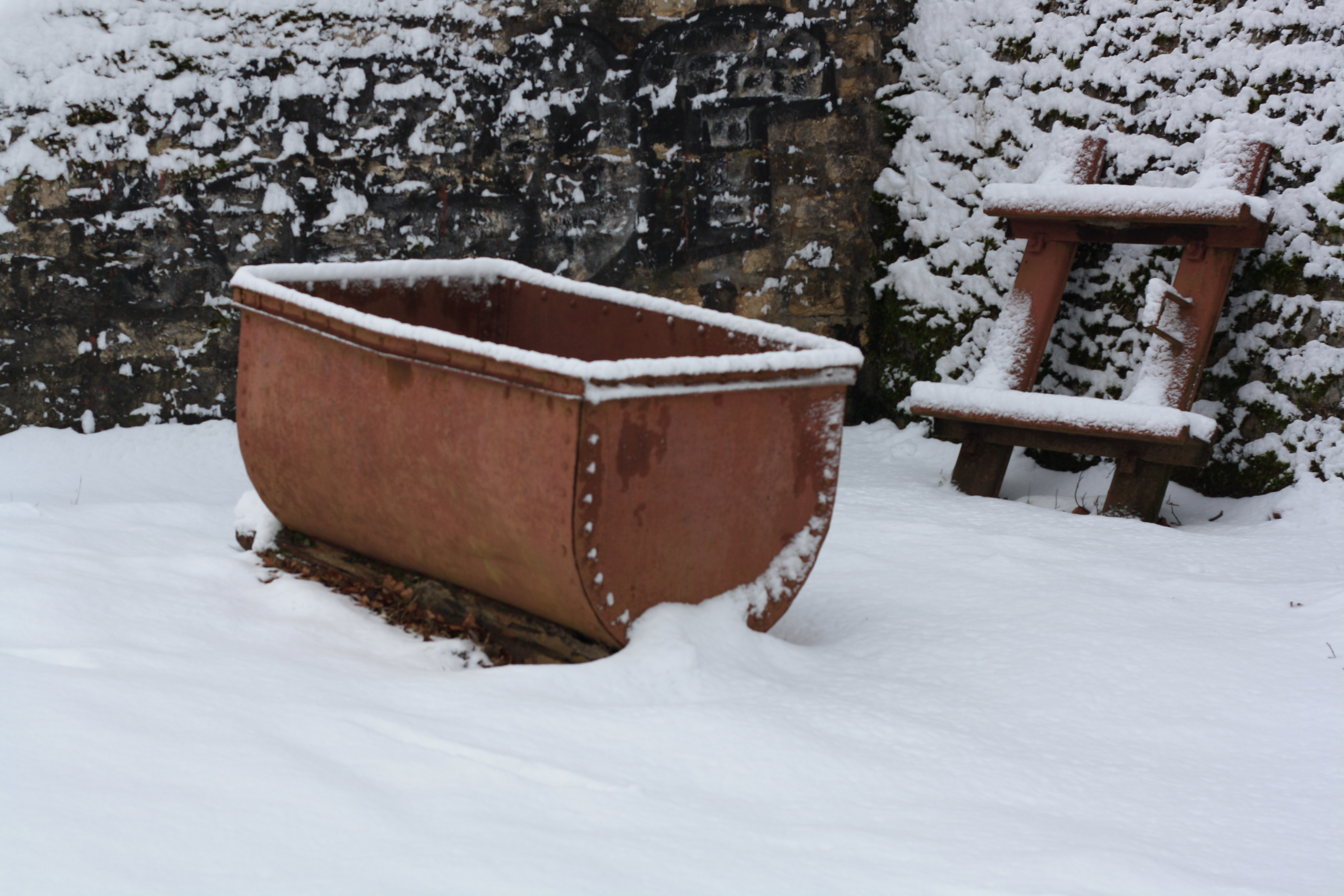
Une berline.

## Utilisation de l'eau de la mine
La commune de Maron ainsi qu'une partie des communes de Chaligny, Chavigny et Neuves-Maisons sont alimentées en eau potable par la communauté de communes Moselle et Madon à partir des ressources en eau circulant dans la mine et émergeant au fond de Monvaux. La surveillance de l'état des galeries est assurée par l'Union spéléologique de l'agglomération nancéienne lors de visites régulières organisées avec la CCMM.